# 克劳迪奥·巴里恩托斯
克劳迪奥·巴里恩托斯（西班牙語：Claudio Barrientos，1935年11月10日—1982年5月7日），智利男子拳击运动员。他曾代表智利参加1956年夏季奥林匹克运动会拳击比赛，获得男子54公斤级铜牌。